# Die Verdammten in Ketten
Bei den Verdammten in Ketten handelt es sich um Reliefskulpturen aus dem Westlettner des Mainzer Doms. Ergänzt um den Zug der Seligen zeigen sie eine Weltgerichtsdarstellung mit einer Deesis. Das Werk, entstanden um 1240, gehört zu den bedeutendsten  der Gotik und wird einem unbekannten Künstler, dem sog. Naumburger Meister, zugeschrieben. Die Fragmente des Westlettners, der über weitere figürliche Darstellungen verfügte, überstanden dessen Abbruch im Jahr 1682 und werden heute im Mainzer Dom- und Diözesanmuseum aufbewahrt.

## Die Skulpturen

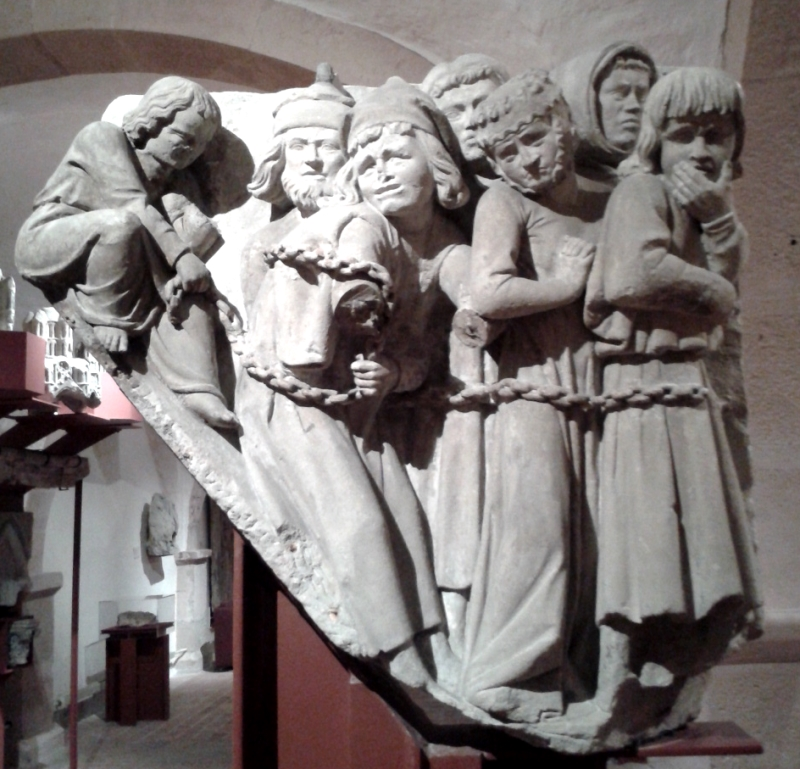
Skulpturengruppe einer Weltgerichtsdarstellung – die Verdammten in Ketten aus dem Mainzer Dom- und Diözesanmuseum

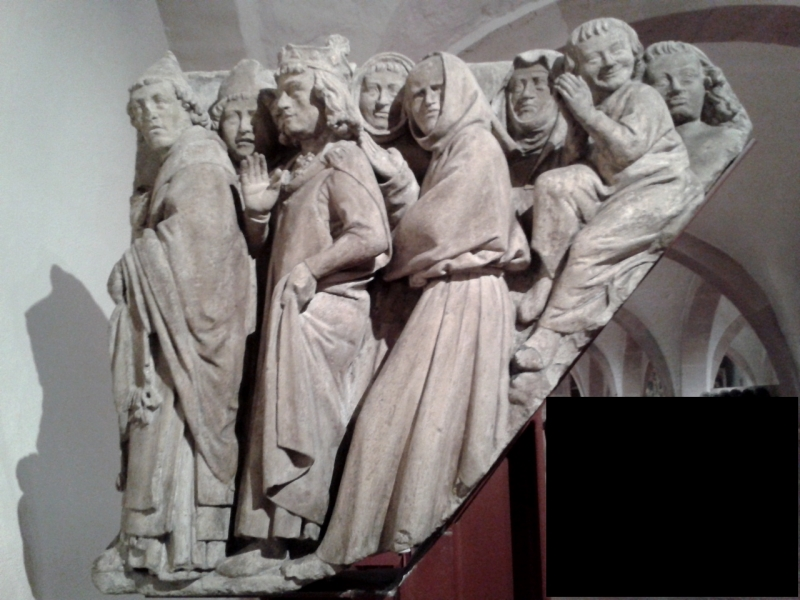
Skulpturengruppe einer Weltgerichtsdarstellung – die Seligen aus dem Mainzer Dom- und Diözesanmuseum

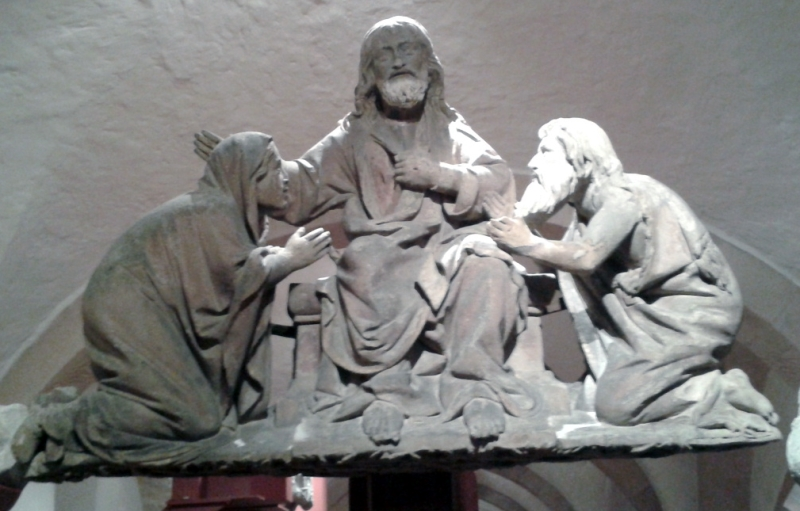
Skulpturengruppe einer Weltgerichtsdarstellung – Thronender Christi mit Maria und Johannes dem Täufer

Bei den Verdammten in Ketten handelt es sich um das rechte der drei Reliefs im Giebel des Mittelportals des Westlettners, dessen figürliches Bildprogramm das jüngste Gericht thematisiert. Dargestellt ist eine sogenannte Deesis: Das Zentrum markiert Christus als thronender Weltenrichter – flankiert von den knienden Fürbittern, Maria und Johannes dem Täufer. Rechts und links des Giebels schlossen die anderen zwei Reliefs an. Sie zeigen links die Gruppe der Seligen, die ins Paradies geführt wird, und rechts die in die Hölle verdammten Sünder. Die Reste der Fragmente sind in originaler Farbfassung aus Sandstein. Die Maße der Reliefs betragen ca.: H. 90 cm; B. 114 cm. Eine erhaltene Bemalung ist bei frühgotischer Plastik äußerst selten und in diesem Fall wohl nur durch den vergleichsweise frühen Abriss des Lettners zu erklären.
Die Auswahl der Seligen und Verdammten entspricht der Ständeordnung des Mittelalters: Die Gruppe der Seligen beginnt mit dem Papst und seiner kegelförmigen Tiara, dahinter folgt ein Bischof mit Mitra, dann der gekrönte Kaiser, Nonnen und Mönche sowie ein lachender Knabe, stellvertretend für die „unschuldigen Kindlein“. Bei der Darstellung der Verdammten von vornherein für die Hölle bestimmt waren nach mittelalterlicher Vorstellung die Juden, deren Vertreter an dem charakteristischen spitzen Hut (Judenhut) erkennbar ist. Eine weitere, armlose Figur mag einen Geizigen repräsentiert haben. Es folgt eine modisch gekleidete Frau, die sich der Todsünde der Eitelkeit schuldig gemacht hat. Der Mönch zeigt, dass auch die Geistlichen nicht vor der Sünde gefeit sind. Sie alle werden von einem Teufel an einer – heute ergänzten – Kette in den nunmehr verlorenen Rachen der Hölle gezogen.

## Der Westlettner des Mainzer Doms
Der Westlettner des Mainzer Doms ist heute nur noch in Fragmenten erhalten. Das Mainzer Dom- und Diözesanmuseum beherbergt diese Fragmente des ehemaligen Lettners. Der sog. Naumburger Meister schuf um 1240 jenen Lettner, der als Westchorschranke den Bereich, der den Klerikern vorbehalten war, von dem Bereich der Laien im Langhaus trennte. Der Mainzer Lettner war eine dreiflügelige Anlage mit großen, zum Langhaus hin sich öffnenden Portalen. Im 17. Jahrhundert wurde der Lettner abgerissen. Einige figürliche Teile wurden an anderer Stelle wiederverwendet, doch der größte Teil der Bruchstücke gelangte in die Fundamentierung der neu errichteten, barocken Choretten. Bei Bauarbeiten 1925/28 wurden etliche dieser Fragmente wiedergefunden. Der gotische Westlettner zeigte neben der Deesis mit dem Zug der Seligen und der Verdammten, auch eine Darstellung der Auferstehung der Toten zum jüngsten Gericht, auf das an vielen Stellen der Bibel verwiesen wird. Das wohl berühmteste Fragment des ehemaligen Westlettners ist der sog. Kopf mit der Binde. Dies mag in seinem expressiv leidenden Gesichtsausdruck begründet liegen, der die Betrachter seit je her auf besondere Weise fesselte.
Stil und Form, Bildinhalt und Bildaussage des Lettners wirkten derart innovativ, dass sie bis in die Zeit um 1300 immer wieder zum Vorbild genommen wurden, so unter anderem für den auch heute noch erhaltenen Lettner der Marienkirche in Gelnhausen oder die Figuren vom Portal der Mainzer Liebfrauenkirche.

## Der Naumburger Meister
Der Naumburger Meister bringt neueste französische Formen mit nach Mainz, deren Kenntnis er sich auf den Bauplätzen der großen französischen Kathedralen, in Noyen, Metz und vor allem in Reims, erworben hatte. Nach dem Mainzer Auftrag, der sicher einige Jahre in Anspruch genommen hatte, arbeiteten der Meister und seine Werkstatt an der Burgkapelle in Iben, bevor er sich nach Osten aufmachte, um sein Hauptwerk, das ihm seinen heutigen Notnamen gab, zu schaffen: Lettner und Stifterfiguren im Chor des Naumburger Domes.

## Weltgerichtsdarstellungen
→ Siehe auch den Hauptartikel Jüngstes Gericht

Als Bildkomposition einer Weltgerichtsdarstellung braucht es Jahrhunderte zu seiner Entstehung. Die wichtigsten Bestandteile sind folgende:
Entweder beinhaltet es den thronenden Christus in den Wolken, Schwert und Lilie, die aus dem Munde des Weltenrichters hervorgehen, die zwölf Apostel als Beisitzer, Posaunen blasende Engel, sich öffnende Gräber, die Waage, auf der der Erzengel Michael die Seelen der Auferstandenen wägt, Paradies und Höllenrachen.
Ein anderes verbreitetes Gerichtsbild findet sich in der Deesis: diese Gruppe mit Maria, den Aposteln und Johannes dem Täufer, die als Fürbitter der Menschheit vor dem Thron Christi erscheinen, gehört in Westeuropa zu jeder Majestasdarstellung des Jüngsten Gerichts. Mitunter sind die Darstellungen in zwei Registern angeordnet: oben befindet sich der thronende Christus, meist in der Mandorla mit einem Kreuz in der Hand, neben ihm Engel und Apostel, oft auch Maria und Johannes der Täufer. In der unteren Zone blasen Engel die Posaune des Jüngsten Gerichts und erwecken die Toten aus ihren Gräbern. Selige und Verdammte bilden meist zwei Gruppen rechts und links in der Ecke des Bildes. Auch mit den vier Wesen der Apokalypse – Stier, Löwe, Adler, Mensch – kann die Gestalt des Weltenrichters verbunden werden.
Seit dem 11. Jahrhundert wird das Motiv auch in der Monumentalmalerei gestaltet, meist in mehreren Zonen mit Christus als Zentralfigur.
Die Verdammten werden häufig von Teufeln in Empfang genommen, die sie in den Höllenrachen stoßen. Im ausgehenden Mittelalter und der Renaissance gehen jetzt das Schwert und eine Lilie aus dem Munde Christi hervor. Sein Oberkörper ist meist entblößt, er zeigt auf seine Seitenwunde.
Ähnlich wie Die Verdammten aus Mainz, ist auch die Gruppe Der Verdammten aus dem Portal des Bamberger Doms, ein skulpturaler Teil einer Weltgerichtsdarstellung.
In Innenräumen von Kirchen befinden sich Weltgerichtsdarstellungen in der Regel an der Westseite.

## Ikonographie
Die Darstellung von Seligen und Verdammten ist ein Motiv aus dem Zyklus des Jüngsten Gerichts, das bereits in manchen Passagen des Alten Testaments vorgezeichnete große eschatologische Endgericht, bei dem nach christlicher Vorstellung Christus als Weltenrichter am Ende der Tage die Lebenden und die Toten richtet.

## Funktion im Mittelalter
Eine Darstellung der Weltgeschichte hinauslaufend zum Jüngsten Gericht oder die Scheidung aller Menschen durch den richtenden Christus, bietet oft gezielt ein Bild des Schreckens. Menschen, die im ewigen Feuer von Dämonen gepeinigt werden, sind ein durchgehendes Motiv der Darstellungen des Gerichts und der Hölle, zurückgehend auf die Endzeitgleichnisse der Evangelien und der Apokalypse.
Bildvergleiche zeigen, dass die Darstellungen der Endzeit im Mittelalter nicht sonderlich abweichend sind. Es handelt sich meistens um Darstellungen von Gefühlen wie Angst, Schrecken, Schmerz, Entsetzen, Verzweiflung oder Qualen. Ziel der Darstellungen könnte somit die emotionale Übertragung auf den Betrachter sein. Vermutet wird eine kathartische Funktion als Ziel und Zweck der allesamt fast gleichen, grausamen Darstellungen. Durch das Betrachten soll also das Ausleben innerer Konflikte und somit deren Reduzierung bezweckt werden. Das Ziel der Schreckensdarstellung ist die contritio im Bußsakrament:
Es besteht ein Zusammenhang zwischen Schreckensdarstellungen und Institutionen, in denen der Mensch unter Anleitung der Kirche Einfluss auf sein Schicksal nehmen kann. Die zentrale Institution, auf die sich die Gerichtsdarstellungen beziehen, ist das Bußsakrament.
Es gibt 3 Wesensbestandteile der Buße:
- contritio cordis – die Zerknirschung des Herzens
- confessio oris – das Bekenntnis des Mundes
- satisfactio operis – die Genugtuung durch das Werk

Es kommt also zu einer Buße, wenn der Mensch sich nicht mehr im Zustand befindet, indem er Gefallen an seiner Tat findet, wie zum Zeitpunkt des Begehens der Sünde, sondern sich im Zustand der inneren Abkehr von dem, was er getan hat, befindet. Hier kann man folglich auch von einem schlechten Gewissen sprechen. Diese Gewissensbisse sind oftmals einhergehend mit der Scham und lösen eine regelrechte Verzweiflung des Sünders aus. Der Zustand der contritio ist keinesfalls selbstverständlich, sondern stellt sich ein, wenn bestimmte Auslöser wirksam werden. Die Rede ist hier von sechs verschiedenen Auslösern:
- Bedenken des Lebens
- Scham über begangene Tat
- Missbilligung der Sünde
- Furcht vor dem Gerichtstag
- Furcht vor Höllenstrafe
- Schmerz über den Verlust des himmlischen Vaterlandes oder durch die Abwendung von Gott

Man geht davon aus, dass das Bußsakrament der Bezugspunkt der vielen Gerichts- und Höllendarstellungen im Mittelalter war. Die Bilder zeigen zumeist die Hölle einerseits und die Seligkeit andererseits, weil so die contritio hervorgerufen werden kann.